# Pietà (Labarde)

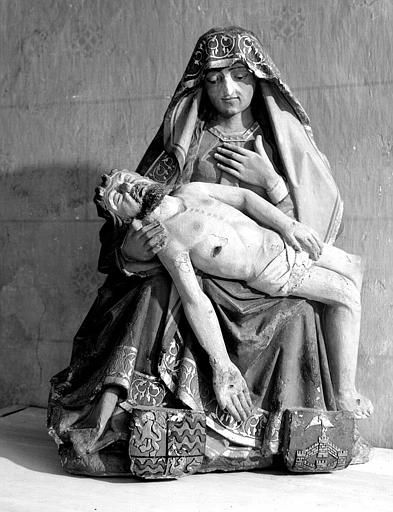
Pietà in Labarde

Die Pietà in der Kirche St-Martin in Labarde, einer französischen Gemeinde im Département Gironde der Region Nouvelle-Aquitaine, wurde im 16. Jahrhundert geschaffen. Im Jahr 1971 wurde die Pietà als Monument historique in die Liste der denkmalgeschützten Objekte (Base Palissy) in Frankreich aufgenommen.
Die 90 cm hohe Skulpturengruppe aus Stein, die man auf dem Friedhof gefunden hatte, zeigt Maria mit dem Leichnam Jesu auf den Knien. Die farbige Fassung wurde bei der Restaurierung wieder hergestellt.
Am unteren Rand sind zwei Wappen zu sehen.